# Olivia di Bacco
Olivia Grace di Bacco (ur. 4 sierpnia 1992) – kanadyjska zapaśniczka walcząca w stylu wolnym. Zajęła piąte miejsce na mistrzostwach świata w 2018 i 2021 roku.
Wicemistrzyni igrzysk panamerykańskich w 2019 i trzecia w 2023. Złota medalistka mistrzostw panamerykańskich w 2017 i 2024; brązowa w 2019 i 2020. Zajęła piąte miejsce w Pucharze Świata w 2018 roku.
Zawodniczka Brock University